# Chevrolet 1700
Chevrolet 1700 ist die Bezeichnung für vier Pkw-Modelle der 1950er- und 1960er-Jahre und eines der 1970er- und 1980er-Jahre. Hersteller war Chevrolet in den USA, bzw. General Motors in Südkorea.

## Beschreibung
Im Jahre 1958 gab es den Bel Air und Bel Air Impala. Er war als Limousine mit 2 oder 4 Türen, als 2-Türiges Coupé und ebensolches Cabriolet erhältlich.
Der entsprechende Kombi mit 5 Türen hieß Nomad und wurde noch bis 1961 gebaut.
Von 1959 bis 1964 hieß das entsprechende Modell Impala und ab 1962 trug auch der Kombi diesen Namen.
In den Jahren 1972 bis 1982 baute General Motors sein erstes Modell in Südkorea, eine Limousine oder Kombilimousine mit 4/5 Türen, unter dem Namen GMK Chevrolet 1700.
Für die US-amerikanischen Modelle gab es Sechszylinder-Reihenmotoren. Sie sind vorne eingebaut und treiben die Hinterräder an. Das südkoreanische Modell hatte einen Vierzylinder-Reihenmotor vorne eingebaut, der die Vorderräder antreibt.